# 罗布泊
罗布泊（維吾爾語：لوپنۇر‎，拉丁维文：lopnur，意思是“汇入多水之湖”），古称盐泽、泑泽、蒲昌海、牢兰海、洛普池、辅日海、临海、洛普池、罗布池等，是位于中国新疆维吾尔自治区巴音郭楞蒙古自治州塔里木盆地东邊、若羌县以北的一個已乾涸的咸水湖。罗布泊曾是孔雀河的尾闾湖，在塔里木河夺昆入泊之前也曾一度是塔里木河的尾闾湖，巅峰时期面积约5,350平方公里。目前孔雀河已改道流入塔里木河故道成为支流，而塔里木河的尾闾湖台特马湖也成为孔雀河的新尾闾湖。

## 命名
罗布泊古称泑泽、盐泽、蒲昌海。蒙古语称罗布诺尔，意为多水汇聚之湖。有的因它的位置而得名，如蒲昌海、牢覽海、孔雀海、洛普池等。

## 历史
历史上它曾接纳西部的塔里木河、孔雀河和车尔臣河和东部的疏勒河。據1958年的測量，罗布泊面积曾達到5,350平方公里，一度成为中国第一大湖。由于塔里木河和孔雀河的断流，1960年代完全乾涸，成為一处戈壁，不過直至21世紀許多新地圖仍舊未更正其消失的區域，因此看到的是20世紀時罗布泊的水域範圍與形狀。乾涸了的羅布泊從衛星圖片來看就像人類耳朵的形狀，所以又有「地球之耳」的外號。
古罗布泊诞生于第三纪末、第四纪初，距今已有1,800万年，面积约2万平方公里，在新构造运动的影响下，湖盆地自南向北倾斜抬升，被分割成几块洼地。 
先秦时的《山海经》称之为“幼泽”。汉代这里曾经有一个人口众多，颇具规模的楼兰古国，于公元前176年以前建国、公元630年消亡，有800多年历史。公元前126年，张骞出使西域归来，向汉武帝上书：“楼兰，师邑有城郭，临盐泽”。此后，它成为丝绸之路南支的咽喉门户。一世纪时的《汉书》描述罗布泊“广袤三百里，其水亭居，冬夏不增减”，使人猜测它“潜行地下，南也积石为中国河也”。这种误认罗布泊为黄河上源的观点，由先秦至清代流传了2,000多年。乾隆帝派遣阿弥达到青海、新疆考察黄河源，阿弥达《河源纪略》卷九中载：“罗布淖尔为西域巨泽，在西域近东偏北，合受偏西众山水，共六七支，绵地五千，经流四千五百里，其余沙碛限隔，潜伏不见者不算。以山势撰之，回环纡折无不趋归淖尔，淖尔东西二面百余里，南北百余里，冬夏不盈不缩”。清代地理学家徐松在《西域水道记》的插图中标明塔里木河汇注孔雀河下泄罗布泊。
据郦道元《水经注》记载，东汉以后，由于当时塔里木河中游的注滨河改道，导致楼兰严重缺水。敦煌的索勒率兵1,000人来到楼兰，又召集鄯善、焉耆、龟兹三国兵士3,000人，不分昼夜横断注滨河，引水进入楼兰，缓解了楼兰缺水困境。到公元四世纪，曾经是“水大波深必汛”的罗布泊西之楼兰，到了要用法令限制用水的拮据境地。尽管楼兰人为疏浚河道作出了最大限度的努力和尝试，但在此之后楼兰古城最终还是因断水而废弃了。至清末，罗布泊水涨时，仅有“东西长八九十里，南北宽二三里或一二里不等”。
第一個至羅布泊的中國考古學家是於1930年代兩度前往的黃文弼，他在這一帶發現了七十多枚漢文木簡，其中有四枚寫有西漢紀年，他將此地命名“土垠”。瑞典探險家斯文·赫定在1899年羅布泊西边發現楼兰古城遺蹟（編號LA）；而在1934年孔雀河下游河谷南约60公里，瑞典考古家弗克·貝格曼发现至少有3,000年歷史的小河古墓群，有棺材千口以上。
1921年，塔里木河改道东流，直接注入罗布泊，1931年，陈宗器等人测得面积为1,900平方公里。1941年，面积为3,006平方公里。1958年，罗布泊达到最大，面积为5,350平方公里。1950后，兴起多次开垦浪潮，大批内地人迁移西部组成建设兵团，塔里木河两岸人口激增，水的需求也跟着增加。扩大后的耕地要用水，开采矿藏需要水，人们拼命向塔里木河要水。几十年间塔里木河流域修建水库130多座，致使塔里木河下游320公里的河道干涸。1962年塔里木河下游断流，罗布泊迅速干涸。罗布泊干涸后，周围生态环境发生巨变，草本植物全部枯死，胡杨树成片死亡，沙漠以每年3－5米的速度向罗布泊推进，很快和广阔无垠的塔克拉玛干沙漠融为一体。再加上多次在罗布泊進行的核試驗，罗布泊从此成了被放射性物質污染，寸草不生的地方，被称作“死亡之海”。中國法律規定，不可進入羅布泊的無人區。
1980年時，中國科學家彭加木在此地進行科學考察時為找尋水源失蹤。1996年6月，中国探险家余纯顺在罗布泊6月的暑熱季節徒步孤身探险中因熱衰竭死亡。2008年，探險家雷殿生成功獨自穿越羅布泊，總共耗費31天。
2023年7月，有私闖羅布泊探險的越野車受困，共造成4人死亡。

## 礦藏

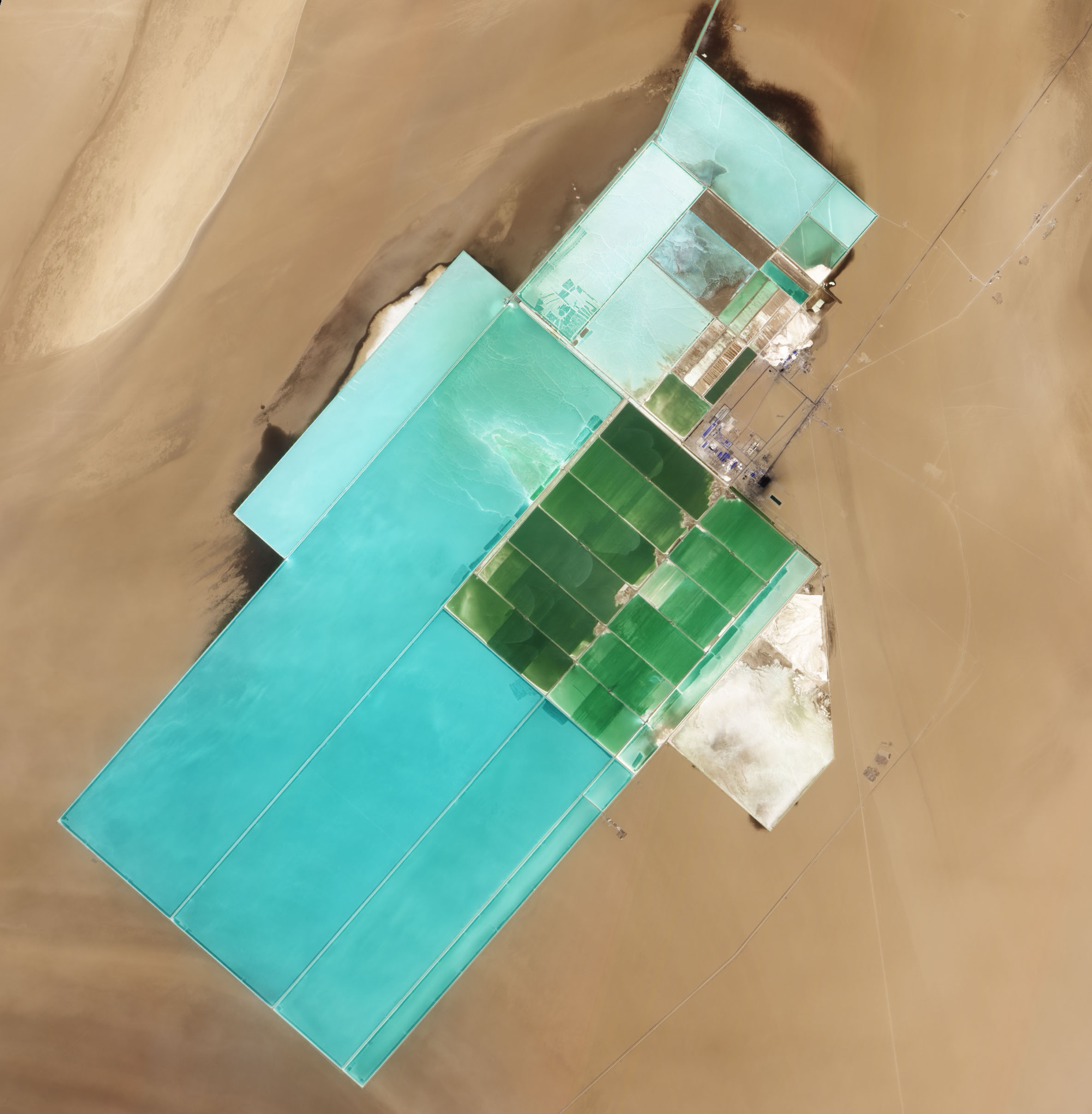
国投新疆罗布泊钾盐公司下屬的羅布泊鹽田

罗布泊有全中国最丰富的钾盐矿藏资源，罗布泊地区北部钾盐储量2.5亿吨以上，是中国为数不多最大的钾盐矿。1999年開始，中國國營的国投新疆罗布泊钾盐有限责任公司在此處開闢大型露天鹽礦，年產120萬噸硫酸鉀。该公司所在地羅布泊鎮目前已取代格爾木成為中國最大的鉀鹽生產基地。

## 運輸
哈羅鐵路沿著同一條路線向北行駛374.83 km（232.91 mi），沿著同一條路線開通，於2012年11月開通貨運業務。該鐵路用於將湖中開采的富鉀鹽運往蘭州-新疆鐵路。

## 核试验
- 1964年10月16日，中国在距中国核试验基地东300公里的罗布泊地區成功试爆了第一枚原子弹。[11]
- 1967年6月17日，中国第一颗氢弹在罗布泊爆炸成功。[12]
- 1964年—1996年，罗布泊一共进行过45次核试验，其中23次是大气核试验。[13]

## 图片

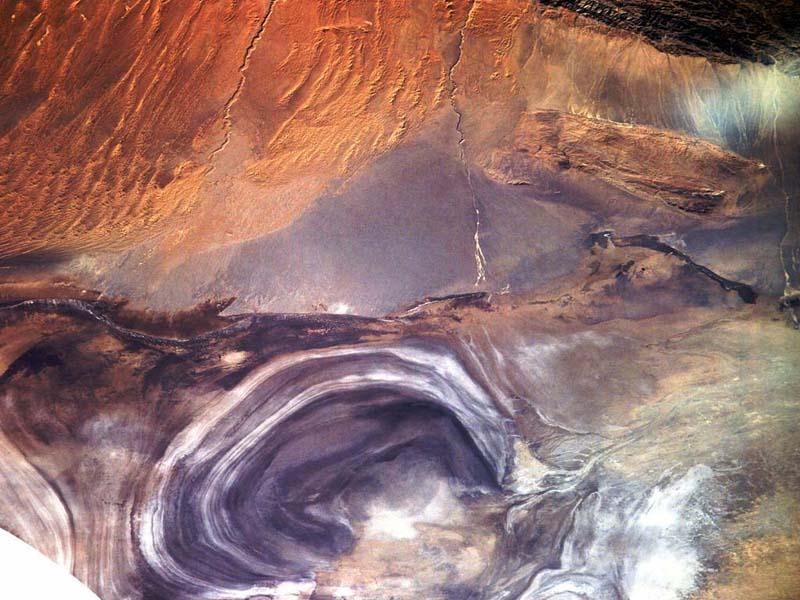
罗布泊“大耳朵”（下方）
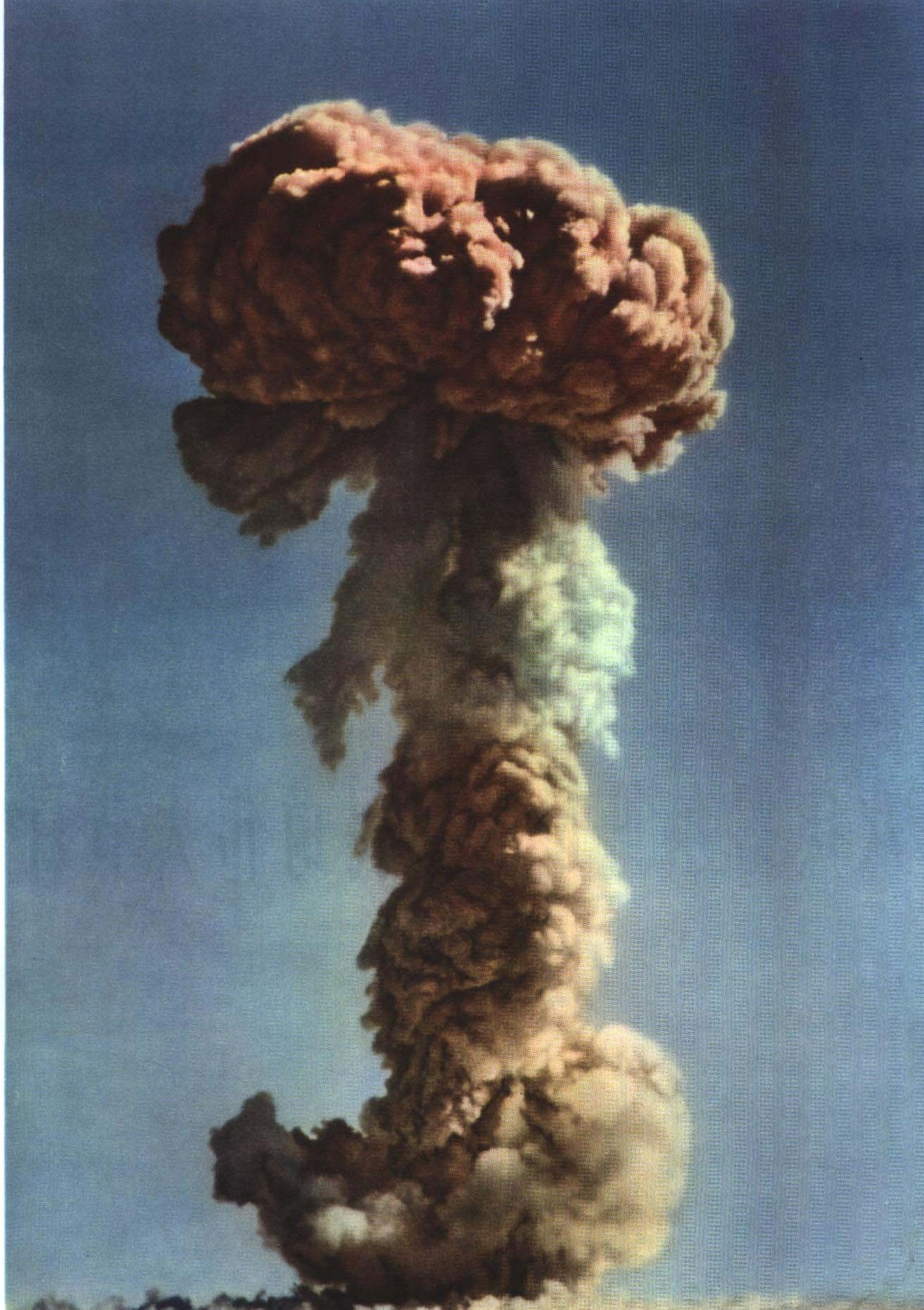
1964年中华人民共和国首次原子弹爆炸成功